# Mohammad Afzal Khan
Mohammad Afzal Khan (persiano: محمد افضل خان; Kabul, 1815 – Kabul, 8 ottobre 1867) è stato emiro dell'Afghanistan dal 1866 al 1867 nonché governatore del Turkestan afghano dal 1849 al 1863.

## Biografia
Figlio primogenito dell'emiro Dost Mohammad Khan, Afzal Khan nacque a Kabul nel 1815. Suo padre morì il 9 giugno 1863 e scoppiò una guerra civile tra i figli. Nel maggio 1866 Mohammad tolse il potere a suo fratello Sher Ali Khan e si impossessò di Kabul. Contrasse nel contempo il colera e morì poi il 7 ottobre 1867. Dopo la morte di Afzal Khan, Mohammad Azam Khan venne proclamato emiro dell'Afghanistan.
Il figlio terzogenito di Mohammad, Abdur Rahman Khan, divenne poi emiro dal 1880 al 1901. Afzal Khan fondò la città di Takhtapul.